# Cyclatemnus robustus
Cyclatemnus robustus är en spindeldjursart som beskrevs av Beier 1959. Cyclatemnus robustus ingår i släktet Cyclatemnus och familjen Atemnidae. Inga underarter finns listade i Catalogue of Life.